# Shawn Dingilius-Wallace
Shawn Dingilius-Wallace, född 26 juli 1994, är en palauisk simmare.
Dingilius-Wallace tävlade för Palau vid olympiska sommarspelen 2016 i Rio de Janeiro, där han blev utslagen i försöksheatet på 50 meter frisim. Vid olympiska sommarspelen 2020 i Tokyo slutade Dingilius-Wallace på 67:e plats av 73 simmare på 50 meter frisim.